# Bruto (Disney)
Bruto, soprannominato Gancetto, è un personaggio immaginario dei fumetti della Disney creato da Romano Scarpa nel dicembre 1975 nella storia "Topolino e il rampollo di Gancio" (pubblicata su Topolino N.1048). È apparso come protagonista o comprimario in decine di storie a fumetti realizzate in vari paesi del mondo.

## Caratteristiche del personaggio
È un merlo indiano (in originale mynah bird), anche se spesso viene indicato come un corvo antropomorfo, ed è il figlio adottivo di Gancio il Dritto (che infatti lo chiama figlioccio), da cui il soprannome Gancetto. In Topolino e il rampollo di Gancio Gancio racconta di averlo trovato quando militava nella Legione straniera; un predone catturato dai legionari rivela a Gancio che il proprio figlio è rimasto solo nel loro nascondiglio tra le rovine romane, e lo prega di lasciare che egli vada a recuperarlo; Gancio lo libera, ma il predone ne approfitta per fuggire. Il piccolo tra le rovine però c'è davvero, per quanto non sia figlio del bandito, e Gancio decide di adottarlo, venendo per questo motivo espulso dalla Legione.
Come il suo "padrino", Bruto può usare gli arti anteriori sia come mani sia come ali per volare. Indossa solitamente un cappellino da giocatore di baseball, simile a quelli di Qui, Quo, Qua. Spesso Gancio affida il figlio a Topolino senza preavviso, perché deve partire per qualche pericolosa missione; Bruto affianca, così, Topolino nelle sue avventure e lo aiuta a risolvere numerosi misteri, soprattutto nelle storie di Romano Scarpa come Topolino e il Pippo-lupo (1977), Topolino e l'enigma di Brigaboom (1989), Topolino e la banda dello sternuto (1990) e Topolino e gli uomini-vespa (1991); è stato poi ripreso, come spalla di Topolino, da Casty in grandi storie come Topolino e il mistero pop (2004), in cui Bruto risulta essere un fan sfegatato della musica pop, o Topolino e la minaccia piccolina (2017).
Bruto ha fatto la sua prima e unica apparizione nei cartoni animati all’interno della Camminata Disney, sigla animata realizzata da Romano Scarpa nel 1982 per il programma Topolino show.